# 越南條鰍
越南條鰍（學名：Nemacheilus cleopatra）為輻鰭魚綱鯉形目條鰍科條鰍屬的其中一種。分布於亞洲越南Ba及Da Rang河流域，體長可達8公分，棲息在沙底質、水流快速的河川底層水域，生活習性不明。

## 扩展阅读
維基物種上的相關：越南條鰍